# Thapaia nema
Thapaia nema är en insektsart som först beskrevs av Thapa 1989.  Thapaia nema ingår i släktet Thapaia och familjen dvärgstritar. Inga underarter finns listade i Catalogue of Life.